# 樱桃斜街
39°53′36″N 116°23′17″E / 39.893344°N 116.3880954°E
樓桃斜街是位于中國北京市西城区南部的一条胡同。

## 简介
樓桃斜街走向倾斜，东南起自大栅栏西街，稍有弯曲，西南到达堂子街。明朝这里有羊毡作坊，所以在《京师五城坊巷胡同集》中记有“杨毡胡同”。“杨”可能是“羊”的谐音，也可能是这个羊毡作坊的掌柜姓杨。清朝乾隆年间已改称“樱桃斜街”，沿用至今。因为该街中曾有櫻桃树（这一说法待考），又因为街道走向偏斜，故得名。1965年北京市整顿街巷名称时，将安仁里并入。 
樓桃斜街与附近的铁树斜街（原名李铁拐斜街）、杨梅竹斜街、棕树斜街（原名王广福斜街）都是走出来的。元朝灭金朝后，元朝政府放弃金中都城，在金中都城东北面另建元大都城。金中都城的施仁门（位于今虎坊桥西侧）内的丁字街（位于今菜市口附近）是一个繁华市场。新建的元大都城的商业尚没有发展起来，所以大都城内的百姓很多都到中都城购买所需物品。出大都城丽正门（今正阳门）向西南到丁字街，逐渐被走出一条从东北向西南的道路，便是这些斜街的来历。
樓桃斜街内多为居民住宅，街内过去还有贵州会馆。街中原有皈子庙，早已无存。民国十七年（1928年），叶春善、王长林、侯喜瑞等人发起成立“北平梨园公益会”，会址设在櫻桃斜街。民国二十五年（1936年）又改组为“北平梨园公会”，会址仍设在櫻桃斜街，推选杨小楼、梅兰芳、余叔岩、于连泉、王又宸、高庆奎等人为理事。梨园公会是京剧界为救济生活贫苦的同行而设立。